# Larchamp (Orne)
Larchamp è un ex comune francese, ora frazione, del dipartimento dell'Orne nella regione della Normandia. Dal 1º gennaio 2015 è stato  fuso con i comuni di Tinchebray, Beauchêne, Frênes, Saint-Cornier-des-Landes, Saint-Jean-des-Bois e Yvrandes per formare il nuovo comune di Tinchebray-Bocage.

## Società

### Evoluzione demografica
Abitanti censiti